# Vittore Pisani
Vittore Pisani (* 23. Februar 1899 in Rom; † 22. Dezember 1990 in Como) war ein italienischer Linguist. Er befasste sich mit den indogermanischen Sprachen Europas und Indiens. 

## Leben
Pisani schloss sein philologisches Studium an der Universität Rom 1922 ab. Von 1933 bis 1935 arbeitete er als Lehrbeauftragter an der Universität Florenz, von 1936 bis 1938 als außerordentlicher Professor an der Universität Cagliari. Von 1938 bis 1964 war er Professor in Mailand, dazu Lehrbeauftragter für Sanskrit.
Pisani gründete und leitete die Zeitschrift Paideia. Als Hauptwerk gilt seine Geschichte der lateinischen Sprache (1962–1975). 1985 erhielt er für seine wissenschaftlichen Verdienste den Antonio-Feltrinelli-Preis.
Mit seiner Ehefrau Emilia Crispolti hatte er elf Kinder.

## Veröffentlichungen (Auswahl)
- Studi di lingua e letteratura lombarda offerti a Maurizio Vitale. Scritti di Vittore Pisani ... et al. Pisa 1983 (Aufsätze)

- Lingue preromane d'Italia, origini e fortune. 1978

- L'etimologia. Mailand 1947, Brescia 1967. Dt. Die Etymologie. Geschichte, Fragen, Methode. München 1975

- Storia delle letterature antiche dell'India. Mailand 1954

- Manuale storico della lingua latina. Turin 1952–1972

- Geolinguistica e indeuropeo. Rom 1940

- Grammatica dell'antico indiano. Rom 1933